# Reovirové infekce ptáků
Z čeledi Reoviridae mají pro ptáky význam rody Reovirus (někdy se také používá termín Orthoreovirus pro odlišení reovirů obecně od virů pouze z rodu Reovirus), Orbivirus a Rotavirus. U drůbeže zjištěné reoviry patří do rodů Reovirus a Rotavirus. Virusy z rodu Orbivirus byli izolovány u andulek, korel a volně žijících ptáků; některé orbiviry jsou přenášeny členovci, např. viry Kemerovo a Umatilla. Ptačí reoviry se antigenně liší od savčích i humánních reovirů.

## Hostitelé
Virusy rodu Reovirus (orthoreoviry) jsou v živočišné říši všeobecně rozšířené. Byly izolovány u ptáků postižených respiračními i střevními příznaky, ale i u ptáků bez klinických projevů onemocnění (subklinické infekce). Některé kmeny způsobují stav snížené imunity (imunosupresi). Jejich přirozenými hostiteli jsou kromě drůbeže i holubi, křepelky, Psittaciformes, dravci a další volně i v zajetí žijící ptáci. Ptáci přežívající infekci získávají aktivní humorální imunitu. Existuje možnost přetrvávajícího (perzistentního) vylučování viru i u imunních zvířat.

## Onemocnění
K nejzávažnějšímu onemocnění u drůbeže s prokázanou reovirovou etiologií patří  reovirová artritida. U  infekční myokarditidy housat a  malabsorpčního syndromu se připouští možná účast reovirů na vzniku onemocnění. S rozšiřováním počtu chovů kachny pižmové v Německu byl pozorován častější  výskyt onemocnění kachňat  kachny pižmové s vysokou úmrtností, poruchami vývoje a následně zvýšenou konfiskací po porážce. Vysoce vnímaví byli i kříženci kachny pižmové s kachnou divokou (mulardi). Za původce byl označen reovirus, ale obecná platnost těchto zjištění nebyla zatím potvrzena.
U Psittaciformes jsou klinické příznaky po infekci reoviry variabilní, závisí na druhu. Papoušci Nového Světa jsou k infekci odolnější. Onemocnění může probíhat akutně i chronicky, mortalita bývá někdy velmi vysoká, např. u papouška šedého, alexandra velkého a rozel. Většinou se pozorují obecné klinické příznaky – vyhublost, dehydratace, inkoordinace pohybů, ztížené dýchání a průjem, Při pitvě se nacházejí zánět střev (enteritidy), překrvení, zvětšení a nekrózy jater, splenomegalie (zvětšení sleziny), zduřelé ledviny s usazeninami (depozity) urátů. U postižených papoušků jsou možné souběžné, sekundární infekce chlamydiemi. Většina izolátů reovirů od Psittaciformes se sérologicky liší od izolátů z hrabavé drůbeže.
Infekce reoviry u holubů se projevuje zejména dýchacími potížemi a průjmem, při pitvě se nacházejí enteritidy. Poměrně časté je virusonosičství; podle sérologických studií je asi 8–16 % holubů infikováno.
Malí pěvci (Estrildidae a Ploceidae) vykazují po infekci reoviry enteritidy, silné zduření jater (pozorovatelné i přes stěnu břišní), roztroušené nekrózy v játrech, krváceniny v podkoží, na epikardu a na serózních blanách.
Viry rodu Rotavirus jsou častou příčinou střevních afekcí u mnoha živočichů, včetně člověka, tzv. rotavirových enteritid. Morfologicky se rotaviry podobají reovirům, ale liší se od nich sérologicky i složením genomu. 